# Liste der Bodendenkmale in Glandorf
In der Liste der Bodendenkmale in Glandorf sind die Bodendenkmale der niedersächsischen Gemeinde Glandorf aufgeführt. Die Quelle ist der Denkmalatlas Niedersachsen.
- Bitte beachten Sie, dass diese Liste keinen Anspruch auf Vollständigkeit erhebt.
- Die Angaben ersetzen nicht die rechtsverbindliche Auskunft der zuständigen Denkmalschutzbehörde.
- Es sind nur Daten aus dem Denkmalatlas verarbeitet.
- Der Stand der Liste ist der 25. Mai 2025.

Glandorf im Landkreis Osnabrück

## Allgemein
In den Spalten finden sich folgende Informationen des Bodendenkmales:
| Lage         | geographische Koordinaten                                                           |
| Bezeichnung  | Bezeichnung lt. Denkmalatlas                                                        |
| Beschreibung | Beschreibung lt. Denkmalatlas                                                       |
| ID           | Objekt-ID                                                                           |
| Bild         | Bild, ggf. zusätzlich mit Link zu weiteren Fotos im Medienarchiv Wikimedia Commons. |

## Averfehrden
| Lage                      | Bezeichnung               | Beschreibung | ID       | Bild |
| ------------------------- | ------------------------- | --- | -------- | ---- |
| 52° 5′ 9″ N, 7° 59′ 44″ O | Averfehrden 7, Steinkreuz | Aus Sandstein. H. 1,07 m; Br. 69 cm; D. 21 cm. Im Kreuzungsfeld ein eingerilltes Kreuz, das 35,5 × 32 cm groß ist, Balkenbreite 6,5 cm, sehr gut erhalten. | 28956941 | BW   |

## Glandorf
| Lage                      | Bezeichnung             | Beschreibung | ID       | Bild |
| ------------------------- | ----------------------- | --- | -------- | ---- |
| 52° 4′ 54″ N, 8° 0′ 8″ O  | Glandorf 13, Steinkreuz | Aus Kalkstein. H. 1,13 m; Br. 95 cm; D. 23 cm. Bei dem gedrungen wirkenden Kreuz ist der Kreuzkopf auf der rechten Seite leicht abgeschrägt. Kreuzarme und Kreuzkopf sind ca. 3 cm schmaler als der Kreuzschaft. Sehr gut erhalten.                                 | 28956938 |      |
| 52° 4′ 54″ N, 8° 0′ 10″ O | Glandorf 14, Steinkreuz | Aus Kalkstein. H. 78 cm; Br. 97 cm; D. 26,5 cm. Der Schaft ist vermutlich abgebrochen. Die Kreuzarme sind ungleichmäßig breit gearbeitet. | 28956943 |      |
| 52° 4′ 42″ N, 8° 0′ 11″ O | Glandorf 15, Steinkreuz | Aus Kalkstein. H. 42 cm; Br. 61 cm; D. 22 cm. Der Schaft ist abgebrochen und mit Beton ergänzt. Im Kreuzungsfeld ist ein griechisches Kreuz eingerillt. Das Kreuz ist nach der vorgesetzten Neuverklinkerung des Hauses zur Hälfte in der Hausfassade verschwunden. | 28956944 | BW   |